# باغادی
باغادی (به لاتین: Baghadi) یک منطقهٔ مسکونی در بنگلادش است که در ناحیه چاندپور واقع شده‌است.